# Flugplatz Stóri-Kroppur

i8
i11
i13
Der Flugplatz Stóri-Kroppur (isländisch Stóra-Kroppsvöllur, ICAO-Code: BISR) liegt im Westen von Island.
Stóri-Kroppur ist der Name eines Hofes in der Gemeinde Borgarbyggð auf dessen Land der Flugplatz angelegt wurde.
Im Jahr 1944 regte das Flugfélag Íslands den Bau eines Flugplatzes für Borgarnes an.
1948 wurde der Flugplatz mit zwei Start- und Landebahnen angelegt (03/21: 610 × 50 m und 13/31: 570 × 50 m).
In der Umgebung liegen auch die Landwirtschaftsschule in Hvanneyri und die Héraðskóli in Reykholt.
Zu diesem Flugplatz gab es keine Linienflüge.
Im Jahr 1982 wurde die erste Landebahn ausgebaut und kann ganzjährig genutzt werden.
Um die Jahrtausendwende wurden Hangars gebaut und der Flugplatz wird auch für Ausbildungs- und Übungsflüge genutzt, wie der Flugplatz Sandskeið.
Die Landebahn 06/24: 700 × 18 m ist asphaltiert.